# Morihiro Higashikuni

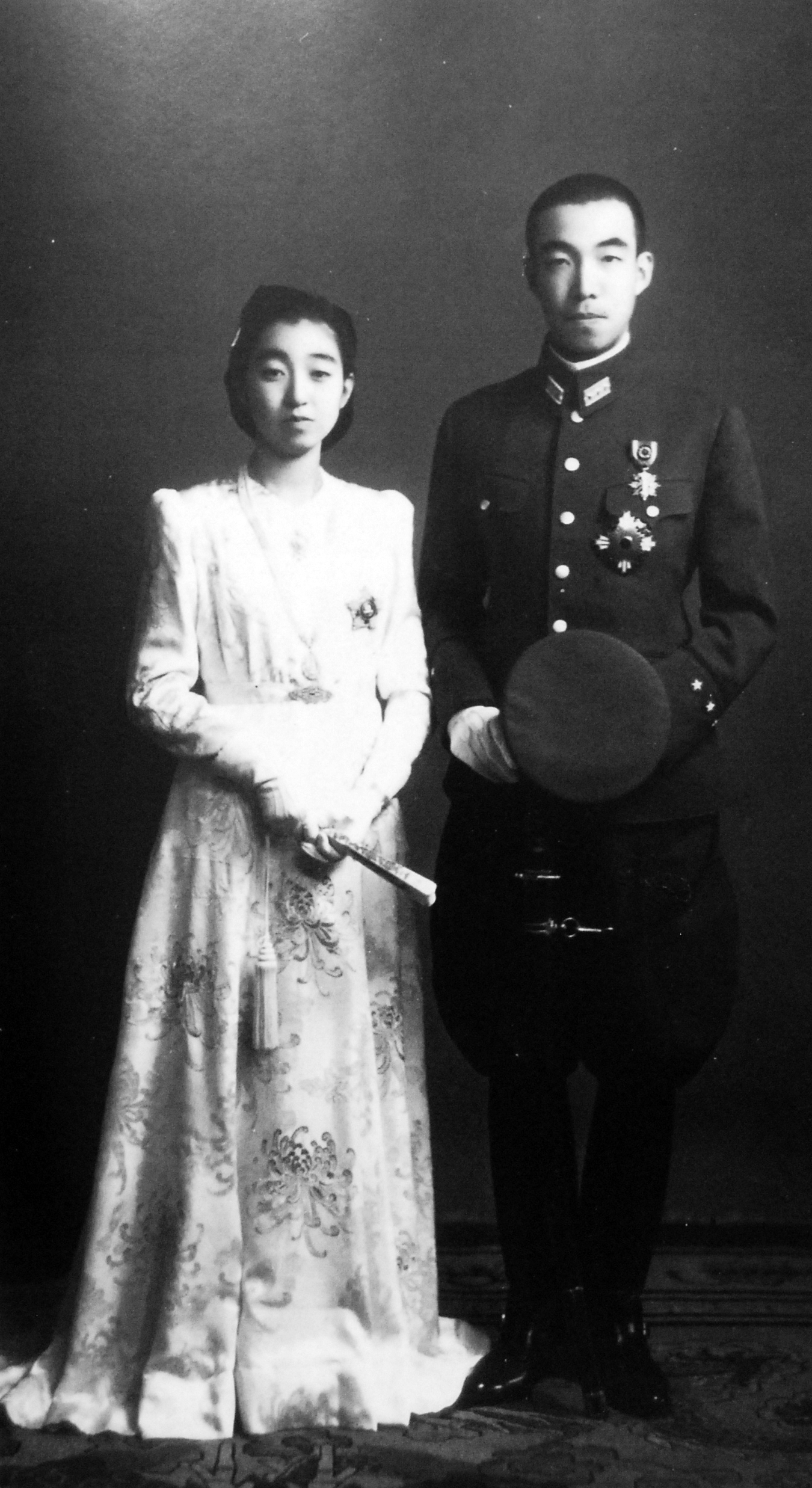
Mariage des Higashikuni en 1943.

Morihiro Higashikuni (東久邇 盛厚, Higashikuni Morihiro), anciennement Son altesse impériale le prince Morihiro Higashikuni (東久邇宮盛厚王, Higashikuni-no-miya Morihiro Ō), né le 6 mai 1917 à Tokyo et décédé d'un cancer du poumon à l'âge de 51 ans le 1er février 1969 dans cette même ville, est un membre d'une branche de la famille impériale du Japon et époux de Shigeko Higashikuni, une des filles de l'empereur Shōwa.

## Jeunesse
Fils aîné et héritier du prince Naruhiko Higashikuni, le prince Morihiro est un petit-fils de l'empereur Meiji en plus d'être le cousin germain et gendre de l'empereur Hirohito. Il est né à Tokyo et comme tous les membres mâles de la famille impériale durant l'empire du Japon (1868-1945), il fut amené à commencer une carrière militaire dès son plus jeune âge.

## Carrière militaire
Diplômé de l'école pour aristocrates Gakushūin et de l'école centrale de préparation militaire, le prince Higashikuni participa à une session de la chambre des pairs. Il est diplômé de la 49e classe de l'académie de l'armée impériale japonaise en 1938, et est nommé sous-lieutenant dans l'artillerie de campagne. Promu premier lieutenant dans le premier régiment d'infanterie, il est affecté au Mandchoukouo.
Durant l'incident de Nomonhan en été 1939, il commande la première batterie du premier régiment d'artillerie lourde de campagne de l'armée du Guandong. Il bat en retraite face à la contre-offensive soviétique en pleine bataille et sans en avoir reçu l'ordre et est renvoyé au Japon le 2 août 1939. L'incident est alors caché par la censure militaire mais est repris par la propagande de l'armée soviétique. Malgré cette tâche dans ses états de service, il est promu capitaine d'artillerie en 1941. Il étudie à l'école militaire impériale du Japon de 1942 à 1944 et entre ensuite dans la réserve.

## Mariage et famille
Le 10 octobre 1943, le prince Higashikuni épouse la princesse Shigeko Teru (9 décembre 1925-23 juillet 1961), fille de l'empereur Shōwa et de l'impératrice Kōjun, qui était communément appelée par son nom de naissance Teru-no-miya. Les deux époux étaient liés par leur ascendance avec l'empereur Meiji et avec le prince Kuni Asahiko (le père du prince Naruhiko Higashikuni  et le grand-père de l'impératrice Kōjun).
Le couple eut cinq enfants, les trois derniers sont nés après qu'ils eurent été réduits au statut de simples citoyens :
1. Nobuhiko Higashikuni (東久邇宮 信彦王, Higashikuni-no-miya Nobuhiko-ō?) (né le 10 mars 1945, mort le 20 mars 2019); marié en 1973 à Shimada Yoshiko, un fils, Yukihiko Higashikuni (né en 1974)
2. Fumiko Higashikuni (文子女王, Fumiko nyoō?, née le 23 décembre 1946); mariée à Omura Kazutoshi.
3. Hidehiko Higashikuni (東久邇 秀彦?, né le 30 juin 1949): adopté par la famille Mibu sous le nom de « Motohiro Mibu »
4. Naohiko Higashikuni (東久邇 真彦?, né en 1953); marié à Sato Kazuko, deux fils, Teruhiko et Mutsuhiko
5. Yuko Higashikuni (東久邇 優子?, né en 1954)

La princesse Shigeko meurt cependant d'un cancer en juillet 1961 et Morihiro Higashikuni se remarie en 1964 avec Yoshiko Terao. Le couple eut deux enfants :
1. Atsuhiko Higashikuni
2. Morihiko Higashikuni

## Vie antérieure
En octobre 1947, les Higashikuni et les autres branches de la famille impériale japonaise sont dépouillés de leurs titres et de leurs privilèges par les forces alliées et deviennent des citoyens ordinaires. Morihiro tente alors sans succès des entreprises commerciales avant de devenir chef de la division de recherche de la compagnie minière et de transport maritime d'Hokkaido. Il meurt d'un cancer du poumon au centre médical St.Luc à Tokyo en 1969.

## Galerie

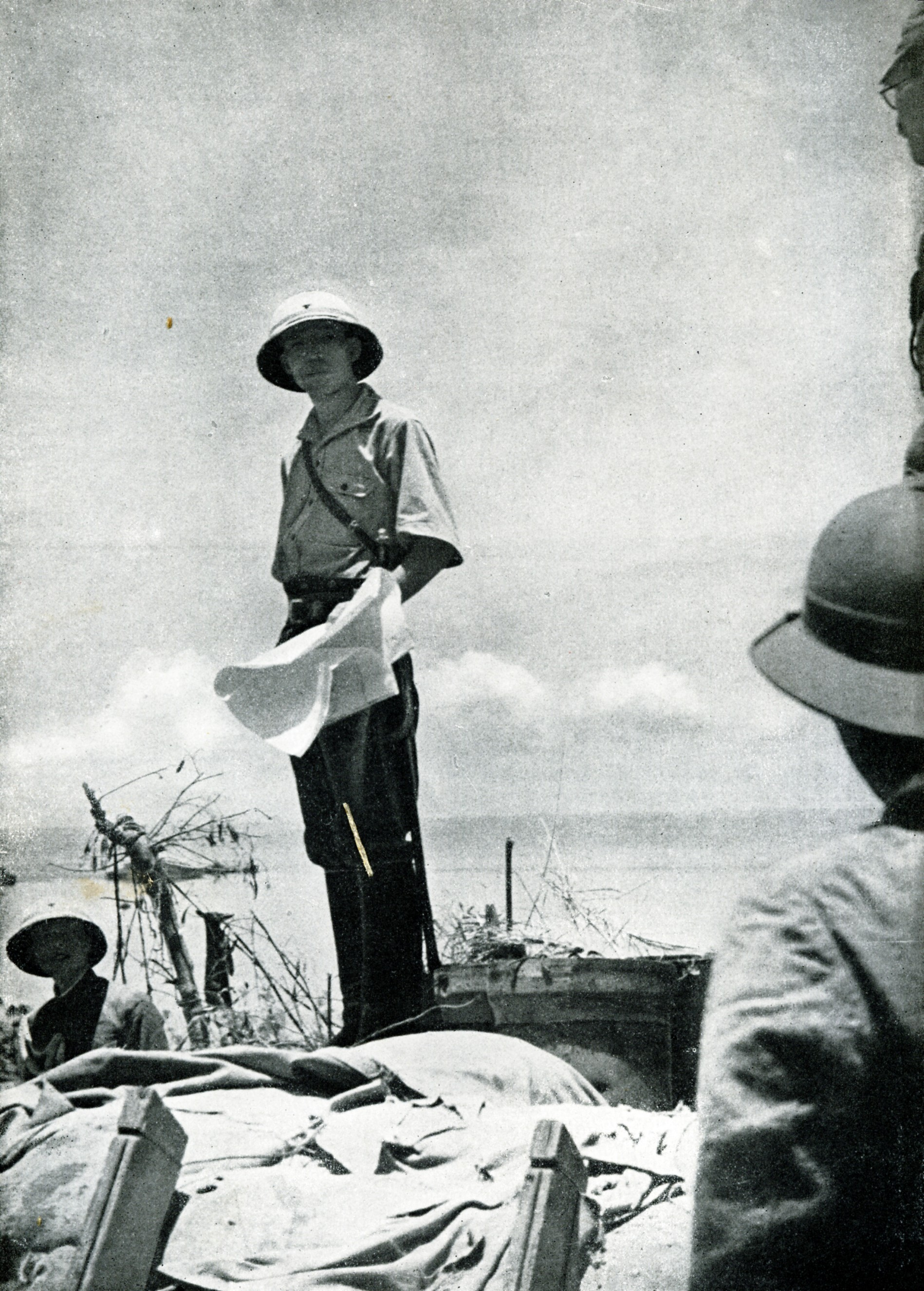
Le prince Higashikuni aux Philippines durant la Seconde Guerre mondiale.

## Source de la traduction
- (en) Cet article est partiellement ou en totalité issu de l’article de Wikipédia en anglais intitulé « Morihiro Higashikuni » (voir la liste des auteurs).